# Bauhinia calciphila
Bauhinia calciphila là một loài thực vật có hoa trong họ Đậu. Loài này được D.X. Zhang & T.C. Chen miêu tả khoa học đầu tiên năm 1998.